# Raphael Holzhauser
Raphael Holzhauser (Wiener Neustadt, 16 febbraio 1993) è un calciatore austriaco, centrocampista del Gloggnitz.